# Welterbe in Algerien

Zum Welterbe in Algerien gehören (Stand 2016) sieben UNESCO-Welterbestätten, darunter sechs Kulturerbestätten und eine gemischte Kultur- und Naturerbestätte. Der nordafrikanische Staat Algerien hat die Welterbekonvention 1974 ratifiziert, die erste Welterbestätte wurden 1980 eingetragen. Die bislang letzte Welterbestätte in Stand wurde 1992 in die Welterbeliste aufgenommen.

## Welterbestätten
Die folgende Tabelle listet die UNESCO-Welterbestätten in Algerien in chronologischer Reihenfolge nach dem Jahr ihrer Aufnahme in die Welterbeliste (K – Kulturerbe, N – Naturerbe, K/N – gemischt, (G) – auf der Liste des gefährdeten Welterbes).
| Bild              | Bezeichnung               | Jahr | Typ | Ref. | Beschreibung |
| ----------------- | ------------------------- | ---- | --- | ---- | --- |
| (weitere Bilder)  | Kala’a Beni Hammad (Lage) | 1980 | K   | 102  | Ruinen einer Bergfestung aus dem 11. Jahrhundert in der Provinz M'Sila im Norden Algeriens. |
| (weitere Bilder)  | Tassili n’Ajjer (Lage)    | 1982 | K/N | 179  | Gebirgskette in der Sahara in den Provinzen Djanet, Illizi und Tamanrasset in Südost-Algerien mit prähistorischen Felsmalereien und einem sehr lichten Baumbestand aus den gefährdeten endemischen Arten Sahara-Zypresse (Cupressus dupreziana) und Sahara-Myrte (Myrtus nivellei). |
| Tal von M'zab     | Tal von M'zab             | 1982 | K   | 188  | Das Tal von M'zab befindet sich etwa 600 km südlich von Algier in der Sahara und besteht aus fünf Ksur (befestigte Dörfer), die von den Ibaditen im 10. Jahrhundert geschaffen wurden. Die Ibaditen waren ein eigenständiger Zweig des Islams mit einer eigenen Rechtsschule und religiösen Praktiken. Die Ksur sind von Oasen umgeben, darunter El-Atteuf, Bounoura, Melika, Ghardaia und Beni Isguen, und bilden einen außergewöhnlich homogenen traditionellen menschlichen Lebensraum. |
| Djémila           | Djémila (Lage)            | 1982 | K   | 191  | römische Ruinen in der Provinz Sétif |
| Tipasa            | Tipasa                    | 1982 | K   | 193  | Ruinen der antiken römischen Stadt Tipasa. die Welterbestätte umfasst den archäologischen Park West (Lage), den archäologischen Park Ost (Lage) und den etwa 10 km östlich der Stadt gelegenen Kbor er-Roumia, das Königliche Mausoleum von Mauretanien (Lage). |
| Timgad            | Timgad (Lage)             | 1982 | K   | 194  | römische Ruinen in der Provinz Batna |
| Kasbah von Algier | Kasbah von Algier (Lage)  | 1992 | K   | 565  | Historischer Stadtkern der algerischen Hauptstadt Algier |

## Tentativliste
In der Tentativliste sind die Stätten eingetragen, die für eine Nominierung zur Aufnahme in die Welterbeliste vorgesehen sind.

### Aktuelle Welterbekandidaten
Derzeit (2016) sind sechs Stätten in der Tentativliste von Algerien eingetragen, die letzte Eintragung erfolgte 2002. Die folgende Tabelle listet die Stätten in chronologischer Reihenfolge nach dem Jahr ihrer Aufnahme in die Tentativliste.
| Bild                                                                        | Bezeichnung                                                                       | Jahr | Typ | Ref. | Beschreibung |
| --------------------------------------------------------------------------- | --------------------------------------------------------------------------------- | ---- | --- | ---- | --- |
| Foggara-Oasen und Ksur des Westlichen Großen Erg                            | Foggara-Oasen und Ksur des Westlichen Großen Erg                                  | 2002 | K   | 1772 | siehe Westlicher Großer Erg |
| Stätten, Orte und Routen der Augustiner im zentralen Maghreb                | Stätten, Orte und Routen der Augustiner im zentralen Maghreb                      | 2002 | K   | 1773 | Beinhaltet die ehemaligen Tentativstätten: Hippone (Annaba), Basilika von Tabessa, der Thurbersicum Numidorum in Khamissa Soukh Ahras, Tibilis announa Guelma |
| Nedroma und die Trara                                                       | Nedroma und die Trara                                                             | 2002 | K   | 1774 | |
| Wadi Souf                                                                   | Wadi Souf                                                                         | 2002 | K   | 1775 | |
|                                                                             | Die Königsgräber von Numidien, Mauretanien und vorislamische Bestattungsdenkmäler | 2002 | K   | 1776 | Die Djeddar waren bereits 1985 nominiert |
| Park Aurès mit den Oasestätten in der Schlucht von Ghoufi und in El Qantara | Park Aurès mit den Oasestätten in der Schlucht von Ghoufi und in El Qantara       | 2002 | K   | 1777 | Gebiet im Aurès-Gebirge |

### Ehemalige Welterbekandidaten
Diese Stätten standen früher auf der Tentativliste, wurden jedoch wieder zurückgezogen oder von der UNESCO abgelehnt. Stätten, die in anderen Einträgen auf der Tentativliste enthalten oder Bestandteile von Welterbestätten sind, werden hier nicht berücksichtigt.
| Bild                                       | Bezeichnung                   | Jahr      | Typ | Ref. | Beschreibung                                              |
| ------------------------------------------ | ----------------------------- | --------- | --- | ---- | --------------------------------------------------------- |
|                                            | Zitadellen-Quartier von Sétif | 1980–1981 | K   | 103  | Zitadellen-Quartier in der nordostalgerischen Stadt Sétif |
| Sidi bu-Medina                             | Sidi bu-Medina                | 1982–1982 | K   |      |                                                           |
| Atlasgebirge, Saharaatlas                  | Atlasgebirge, Saharaatlas     | 1985–1994 | N   |      | Teile des Atlasgebirges und des Saharaatlas in Algerien   |
| Große Moschee von Tlemcen (weitere Bilder) | Die Moscheen von Tlemcen      | 1985–1996 | K   |      | Die Moscheen in der westalgerischen Stadt Tlemcen         |